# Natrodufrénite
La natrodufrénite è un minerale appartenente al gruppo della dufrénite.